# Palacio del Marqués de Albaicín
La casa para Obdulia Bonifaz, conocida después por palacio del Marqués de Albaicín, es un palacio de estilo neomontañés construido en 1916 en Noja (Cantabria, España). Fue obra de Leonardo Rucabado hecha a instancia de Obdulia Bonifaz, suegra del marqués del Albaicín.

## Historia
Tiene sus orígenes en el palacio barroco del siglo XVIII, ampliado en la segunda mitad del siglo XIX en estilo eclecticista.
Se puede adscribir a su mayor influencia, la corriente conocida como estilo montañés, uno de cuyos principales arquitectos es Leonardo Rucabado, autor en 1916 del proyecto de reforma de esta casa. El arquitecto castreño aceptó el encargo de Obdulia Bonifaz, suegra de Cristóbal Pérez del Pulgar y Ramírez de Arellano, quien había recibido de Alfonso XIII el título de marqués del Albaicín.

## Descripción
Se recurre a estilos históricos de los que se toman elementos y decoración mezclados con formas foráneas. Se incorporan nuevos materiales, desvirtuando la armonía y el carácter del palacio tradicional montañés. 
Pertenece este palacio al estilo ecléctico predominante a finales del siglo XIX y principios del siglo XX, época a la que pertenece la mayor parte de la actual construcción. Toma como referencia el palacio montañés de la época barroca, con algunos de sus elementos característicos: zaguán, solana entre cortavientos, aleros volados y escudo en lugar preeminente. Sin embargo la irregularidad geométrica de la planta, los ventanales rasgados, las galerías, la azotea, la torre incorporada y la buhardilla nos remiten a otros estilos anteriores a la reforma.
Leonardo Rucabado respetó la antigua construcción barroca e incorporó una nueva fachada principal y otros volúmenes laterales, así como la torre con remate de ventanas gemelas, de aspecto neorrenacentista.
Su estructura es de muros portantes de mampostería y ladrillo con sillería en los esquinales y contrafuertes.
Anexa a la casa se encuentra una pequeña capilla con un pórtico de cinco columnas toscanas.
El palacio está rodeado de un espléndido jardín. Hay tres piezas heráldicas: 
- portalada de acceso a la finca: lleva los símbolos de los apellidos Alba, Ramírez de Arellano, Bonifaz, Fernández de Córdoba y Pérez del Pulgar;
- portada de la capilla: lleva los mismos emblemas que en la portalada de acceso a la finca;
- escudo de la fachada: lleva las armas de Bonifaz, rodeadas de frutas y lambrequines.

## Uso
Desde 1997 el palacio es propiedad del Ayuntamiento de Noja, que lo utiliza para el desarrollo de actividades culturales.